# Georg Ledebour
Georg Ledebour, född 7 mars 1850 i Hannover, död 31 mars 1947 i Bern, var en tysk politiker och tidningsman.
Ledebour blev först medarbetare i den demokratiska pressen ("Berliner Volkszeitung"), övergick sedermera till socialismen och blev medarbetare i "Sächsische Arbeiterzeitung" samt valdes efter Wilhelm Liebknechts död 1900 till dennes efterträdare som socialdemokratisk riksdagsman för en valkrets i Berlin.
Ledebour deltog livligt i riksdagsdebatterna, särskilt om kolonial- och utrikespolitik. Han tillhörde 1915 den socialdemokratiska vänstergrupp, som röstade mot krigskrediterna, ingick 1916 i den nya partigruppen Sozialdemokratische Arbeitsgemeinschaft och 1917 i  Tysklands oberoende socialdemokratiska parti.
I förberedelserna till novemberrevolutionen 1918 tog han verksam del och var på revolutionsdagen en av de mest framträdande ledarna. Han försökte därefter december 1918 till januari 1919 på revolutionär väg tvinga den nya regeringen till åtgärder för socialismens omedelbara genomförande, häktades 11 januari 1920 och ställdes under åtal som upprorsledare, men frikändes.
När de oavhängiga socialdemokraterna, sedan deras yttersta vänster hösten 1922 övergått till Tysklands kommunistiska parti, återvände till det socialdemokratiska partiet och bildade Ledebour tillsammans med en likasinnad, Paul Wegmann, en egen liten grupp. Ledebour, vars sarkastiska debattinlägg i tyska riksdagen framkallade ej sällan våldsamma scener, återvaldes dock ej 1924. År 1933 flydde han undan nazisterna till Schweiz.

## Fotnoter
1. 1 2  Pressemappe 20. Jahrhundert, mapp-ID på Pressemappe 20. Jahrhundert: pe/011099co/010690, läst: 9 oktober 2017.[källa från Wikidata]